# Ystads sandskog
Ystads sandskog ligger strax öster om Ystad och är ett 115 hektar stort naturreservat. Sandskogen domineras av tall som planterades på 1800-talet för att stoppa sandflykten i området. Området blev naturreservat år 1989 och är även Natura 2000-klassat.
Reservatet sträcker sig nästan 4 km längs med havet söder om kustvägen. Längst i öster har Nybroån sitt utlopp. Sandstranden är välbesökt under sommaren men används också flitigt som strövområde. Sydkustleden passerar genom Ystad sandskog, en cykelled som börjar på Österlen och slutar i nordvästra Skåne.

## Galleri

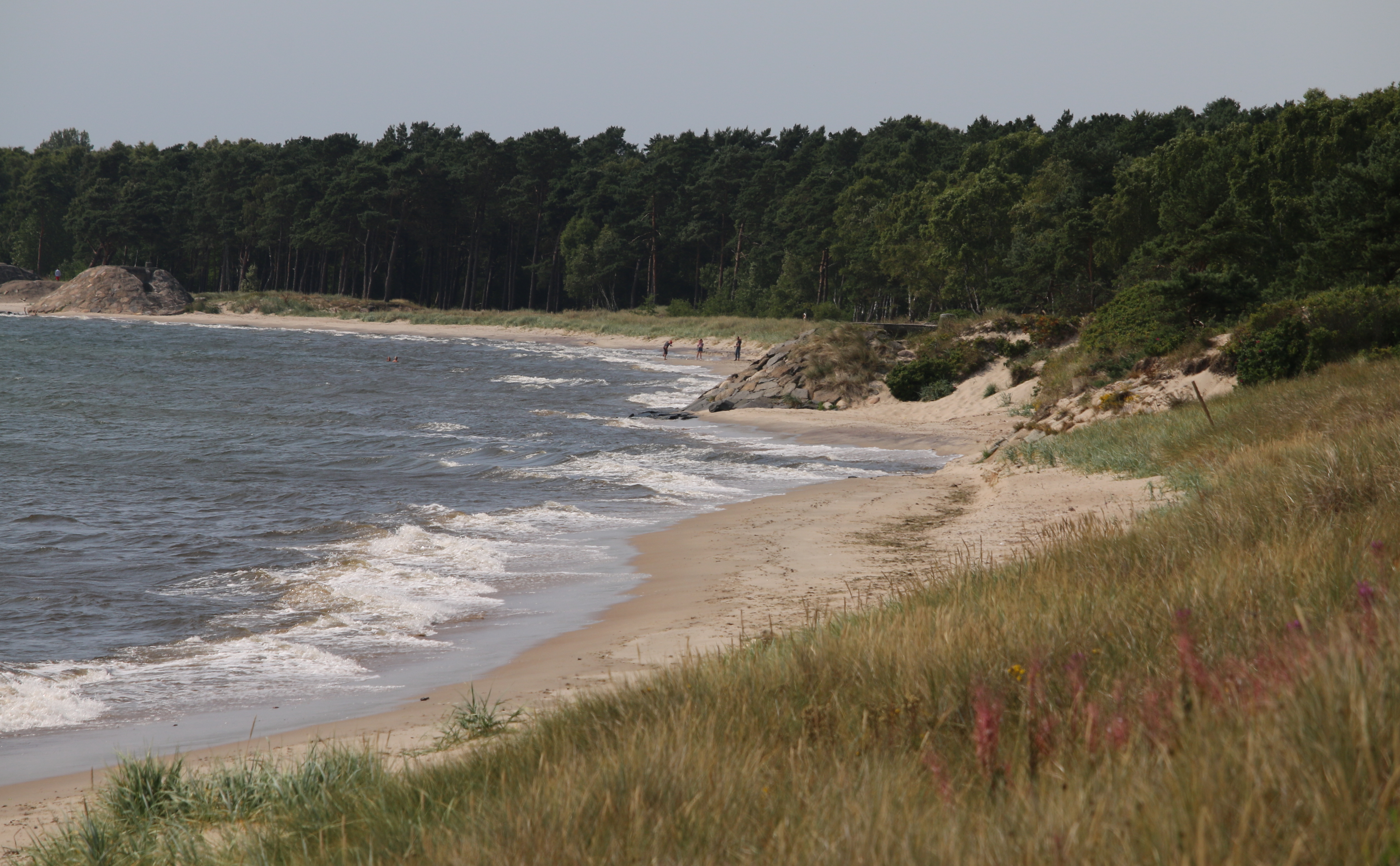
Stranden.
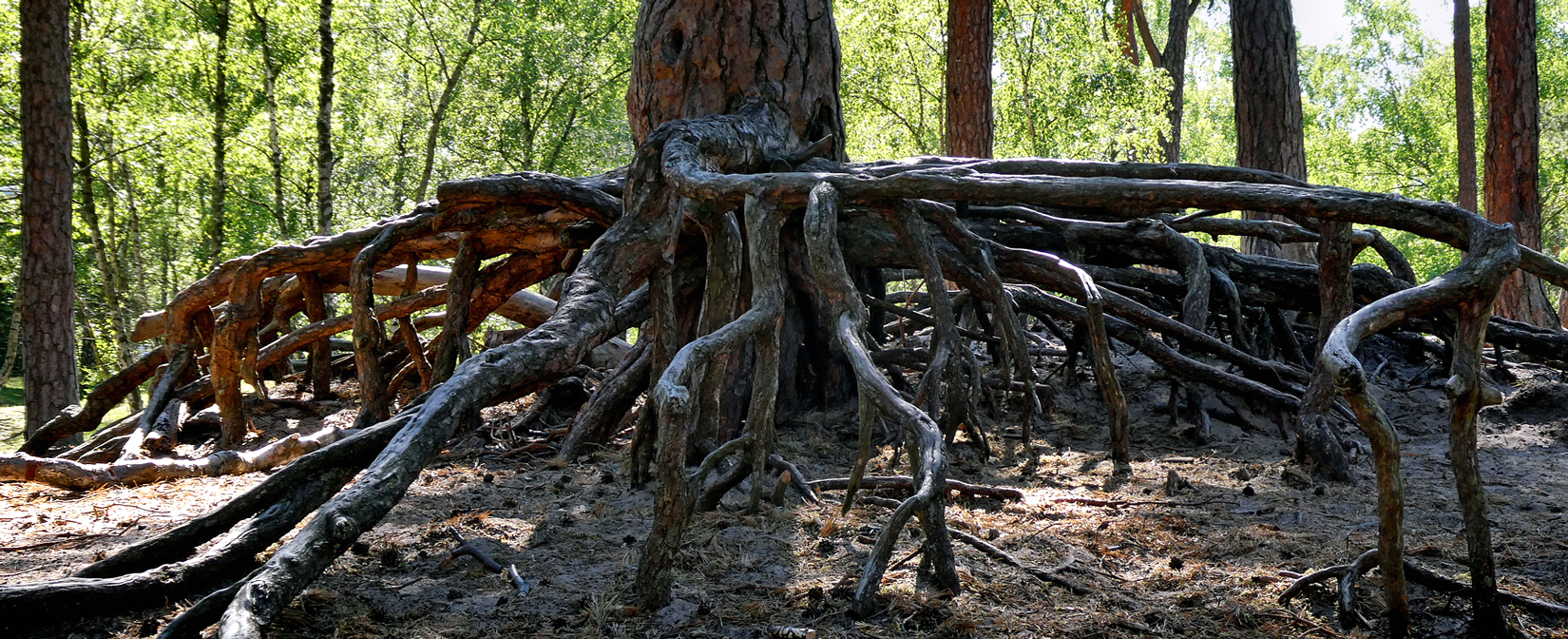
Rötter på en gammal tall i Ystads Sandskog.
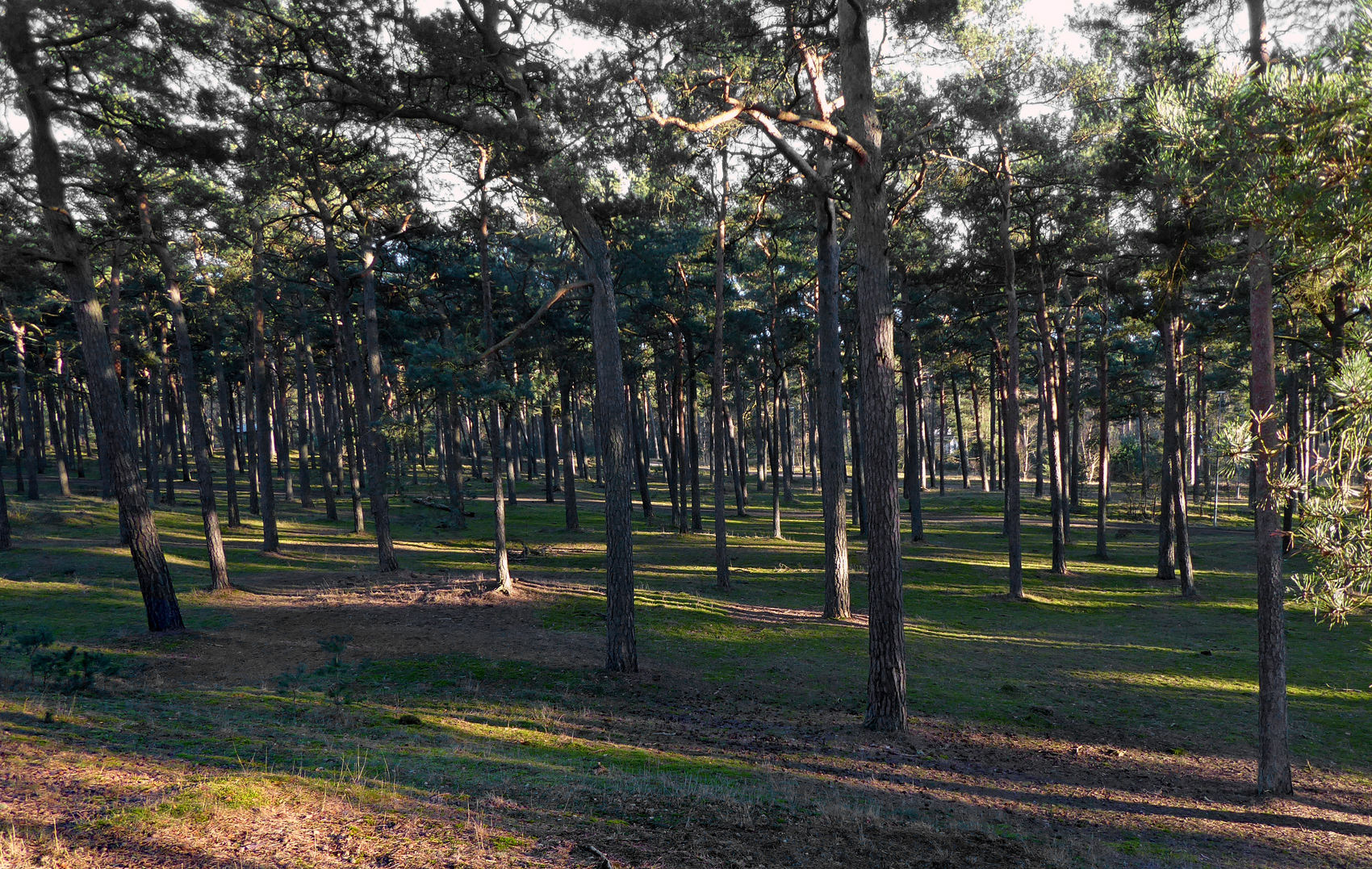
Tallar i Ystads Sandskog.
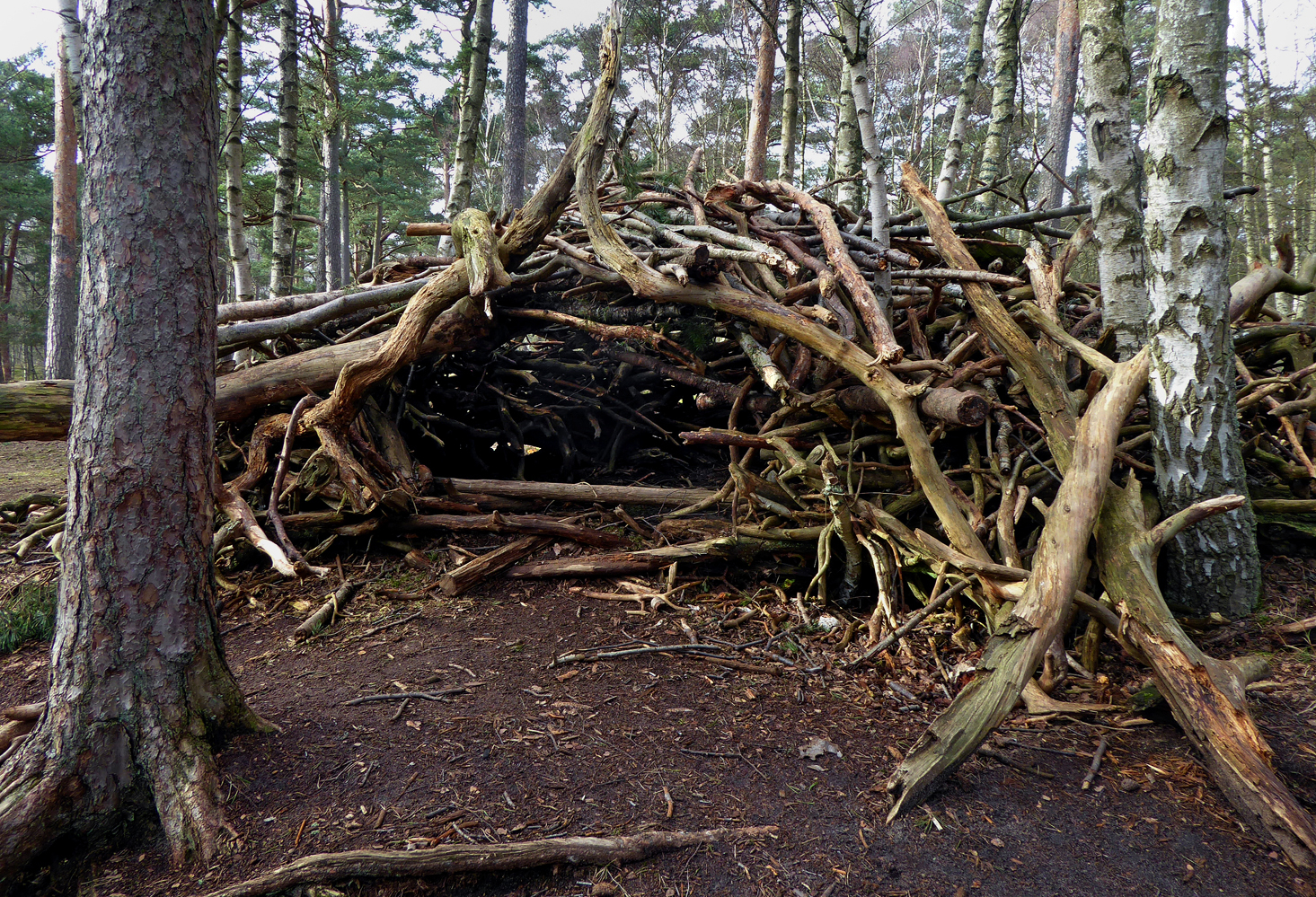
En stor koja av grenar i Ystads Sandskog 2020.
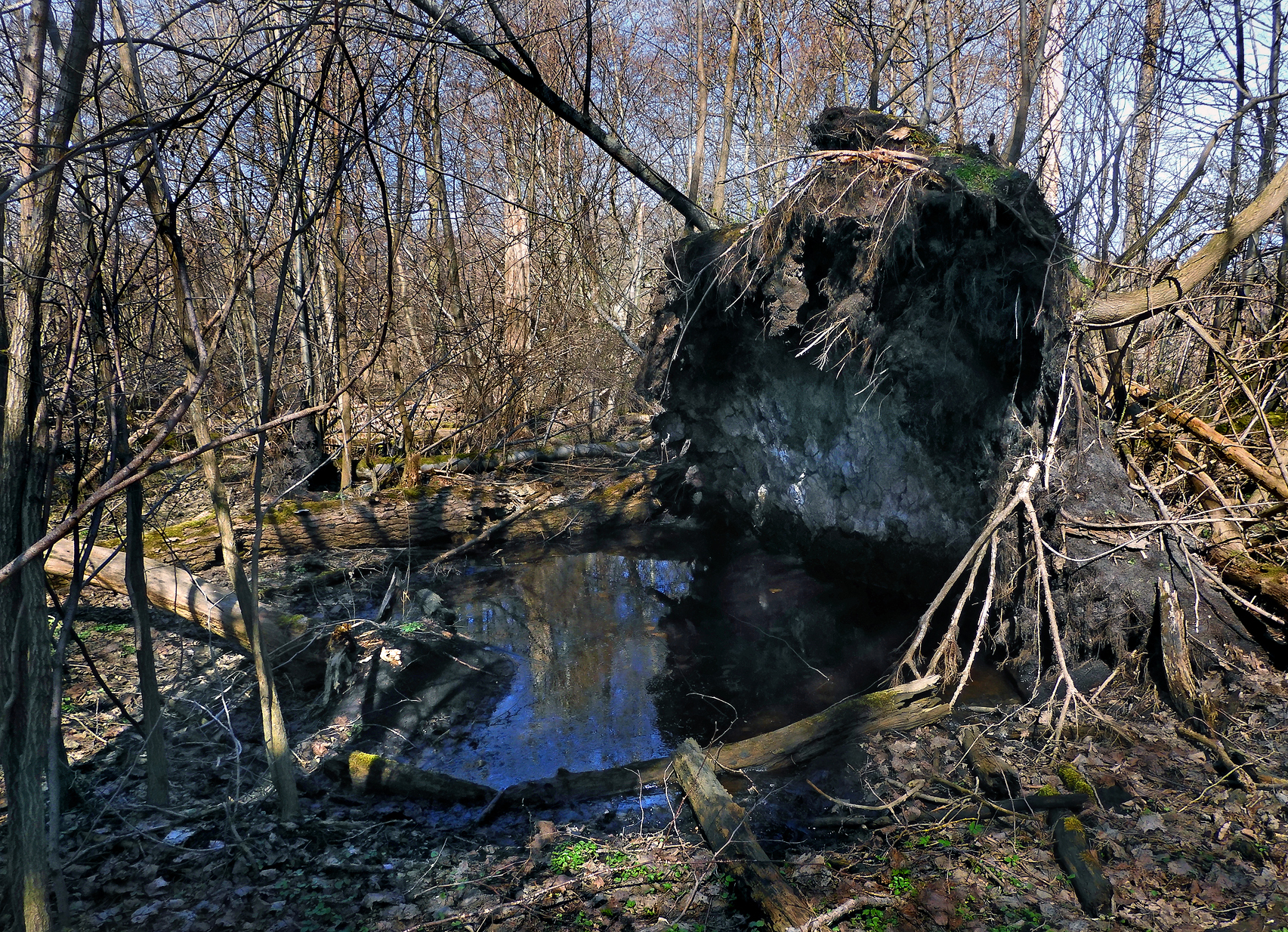
En stor rotvälta i Ystads Sandskog 2022.
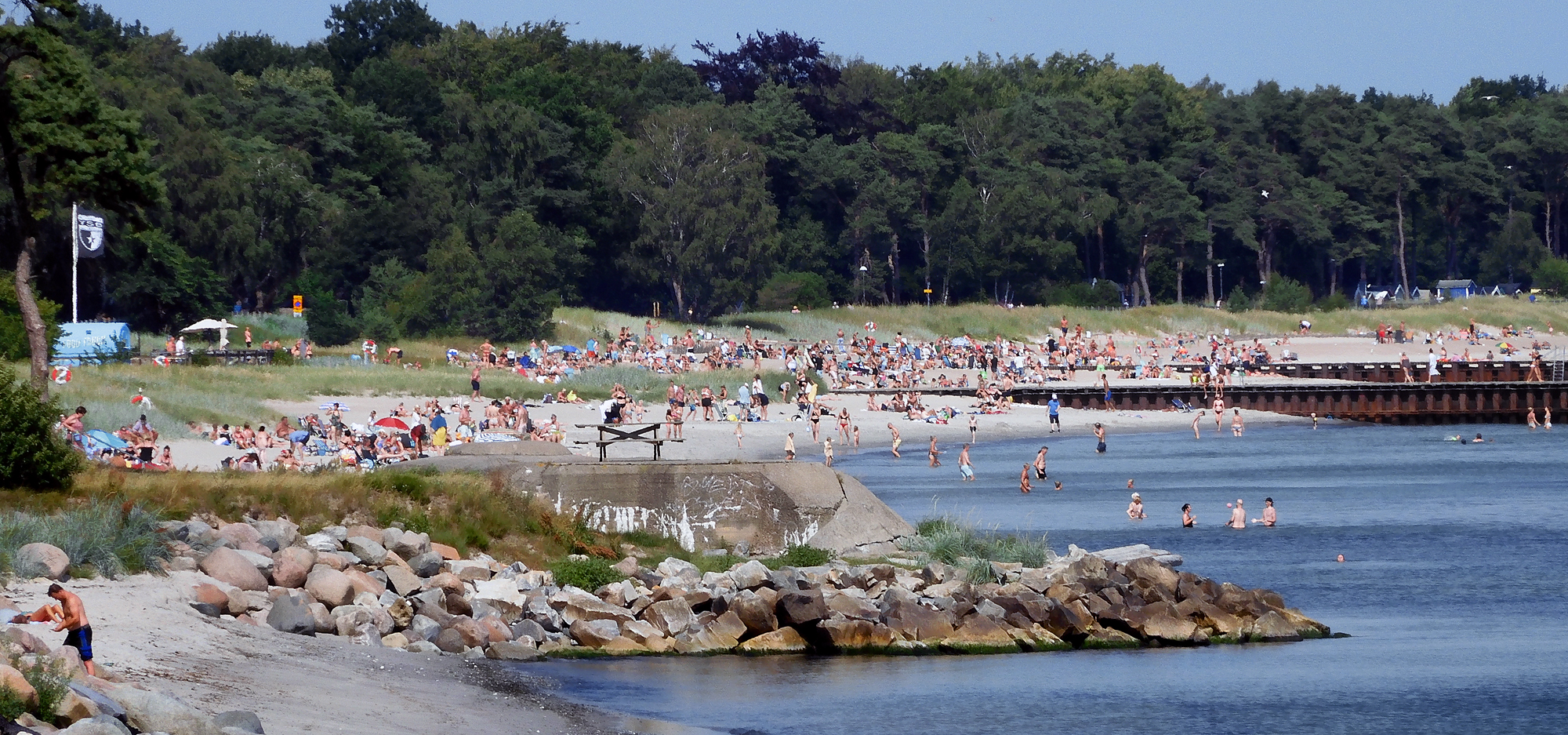
Ystad Saltsjöbad är en del av Ystads Sandskog.